# Mircea Axente
Mircea Axente (n. 9 decembrie 1944, Arad) este un fost fotbalist, arbitru și observator de fotbal român. A evoluat pentru formația FC UTA Arad, cu care a fost campion al României de două ori.
Mircea Axente a dat centrarea decisivă pentru golul cu capul marcat de Florian Dumitrescu în poarta celor de la Feyenoord Rotterdam în egalul istoric de 1-1 obținut în 1970, în urma căruia Feyenoord a fost eliminată din Cupa Campionilor Europeni.
S-a retras din fotbal în anul 1976 în urma unei accidentări suferite într-un meci cu Dinamo București. După activitatea de fotbalist s-a dedicat arbitrajului și a arbitrat până în anul 1993, atât în Divizia A, cât și în 30 de meciuri internaționale.

## Titluri
- UTA Arad
  - Divizia A: 1968-69, 1969-70